# Euphrasie Coursault
Euphrasie Coursault (née le 29 décembre 1827 à Ligueil,, décédée à Ligueil le 29 mai 1921) était une lingère de Ligueil, distinguée en 1869 par le prix Montyon de vertu.
Le jury du prix Montyon donne les indications suivantes : 
« Nous entrons maintenant dans l’ordre des vertus paisibles qui exigent, au lieu d’un mouvement d’héroïsme, un perpétuel effort, et le nom de Mlle Euphrasie Coursault, lingère à Ligueil (Indre-et-Loire), tient à bon droit le premier rang sur cette liste d’honneur. Mlle Coursault a d’abord recueilli deux vieillards pauvres ; puis, cédant sans doute à la douceur de bien faire comme à une tentation irrésistible, elle agrandit cet asile malgré plus d’une critique et plus d’un reproche, et y appela d’autres malheureux qu’elle soutint de son labeur. Ceux-là mêmes qui blâmaient son imprudence ne tardèrent pas à lui amener d’autres infortunés à secourir, et son active charité s’agrandit avec sa tâche. Un négociant chez qui elle avait mis une somme en dépôt fit de mauvaises affaires et l’argent fut perdu. « Ce sont les pauvres qui le perdent, » dit Mlle Coursault, et, la mère de ce négociant se trouvant sans ressources, Mlle Coursault la prit chez elle et l’ajouta à ses pensionnaires. Ce n’est pas tout, Messieurs : l’ardeur du bien qui consume cette belle âme ne se trouve jamais satisfaite, et, en dehors même de son œuvre, Mlle Coursault est toujours là si le médecin du pays a besoin d’aide pour quelque opération importante ou pour quelques soins délicats à donner. L’Académie veut honorer cette belle et utile existence en contribuant par un prix de deux mille francs à la charitable entreprise de Mlle Coursault. »